# أحمد الأزايدة
أحمد قطيش الأزايدة مهندس وسياسي أردني. ترأس بلدية مادبا عدة مرات قبل أن يرأس كتلة الحركة الإسلامية في البرلمان عام 1989 حيث حصل على مقعد في مجلس النواب بنتيجة 5953 صوتا. لكنه توفي بعد عامين من دورة مجلس الأمة حيث دقت اجراس كنائس مادبا حزنا على شخصية إسلامية، إذ كان شخصية اجماعية على امتداد الأردن.

## حياته
ولد أحمد قطيش الأزايدة سنة 1948م في مدينة «مادبا» بالأردن، ودرس الابتدائية فيها ثم تابع دراسته في كلية الحسين، وتخرج فيها سنة 1968م ثم درس المرحلة الجامعية في القاهرة في جامعة عين شمس بكلية الهندسة، حيث حصل على البكالوريوس في الهندسة المدنية سنة 1973م، وعمل في وزارة الأشغال العامة من سنة 1973م إلى سنة 1975م.

## عمله
عمل في القطاع الخاص قرابة ثماني سنوات، ثم انتُخب رئيساً لبلدية «مادبا» لدورتين متتاليتين من عام 1981م، ثم انتخب نائباً عن لواء «مادبا» سنة 1989م، وحصل على أعلى الأصوات، وكان عضواً فاعلاً في مجلس النواب الأردني، حيث انتخب رئيساً للجنة الحريات العامة، وناطقاً رسمياً باسم نواب الحركة الإسلامية في المجلس، وكان عددهم اثنين وعشرين نائباً، ثم اختير عضواً في لجنة الميثاق الوطني، كما كان عضواً في جمعية الدراسات والبحوث الإسلامية، وهو أيضاً عضو في اللجنة التحضيرية لحزب جبهة العمل الإسلامي، وأمين سرها من سنة 1989م، وحتى وفاته سنة 1992م.
عمل في صباه في زراعة الأرض وفلاحتها ورعي الأغنام.
تعرّف على الإخوان المسلمين أثناء دراسته الثانوية، ثم بعد تخرجه في «جامعة عين شمس» بالقاهرة، عاد إلى الأردن ليعمل مهندساً في وزارة الأشغال، ثم رئيساً للإشراف الهندسي في شركة خاصة، ثم رئيساً لبلدية «مادبا» سنة 1981م، ثم نائباً في البرلمان سنة 1989م.

## وفاته
توفي أحمد الأزايدة في 20/6/1992م بسبب مرض عضال. وشارك في جنازته عدد كبير من المسلمين والمسيحيين في مدينة مادبا.